# 樟木镇 (聂拉木县)
樟木镇（藏語：འགྲམ་，威利转写：'gram）是中国西藏自治区日喀则市聂拉木县下辖的一个镇。樟木古称“塔觉嘎布”，藏语的意思是“邻近的口岸”，尼泊尔卡斯族人称之为『卡薩』；该镇地处中尼交界，喜马拉雅山南麓沟谷坡地上，距拉萨736公里，距加德满都120公里。它的海拔高度为2300米。位于该镇境内的樟木口岸是西藏最大通商口岸，但在2015年4月尼泊尔地震后被关闭，直到2019年5月29日重新开放。

## 自然
该镇气候温暖湿润，年降水量约为2000—3000毫米，多集中在3月至10月。樟木镇的年平均气温为20℃，年平均降水量为，适宜的气候孕育了丰富的自然资源，四周都是郁郁葱葱的原始森林，属常绿阔叶林带。

## 行政区划
樟木镇下辖以下地区：
樟木社区、雪布岗社区、帮社区和立新社区。

## 交通

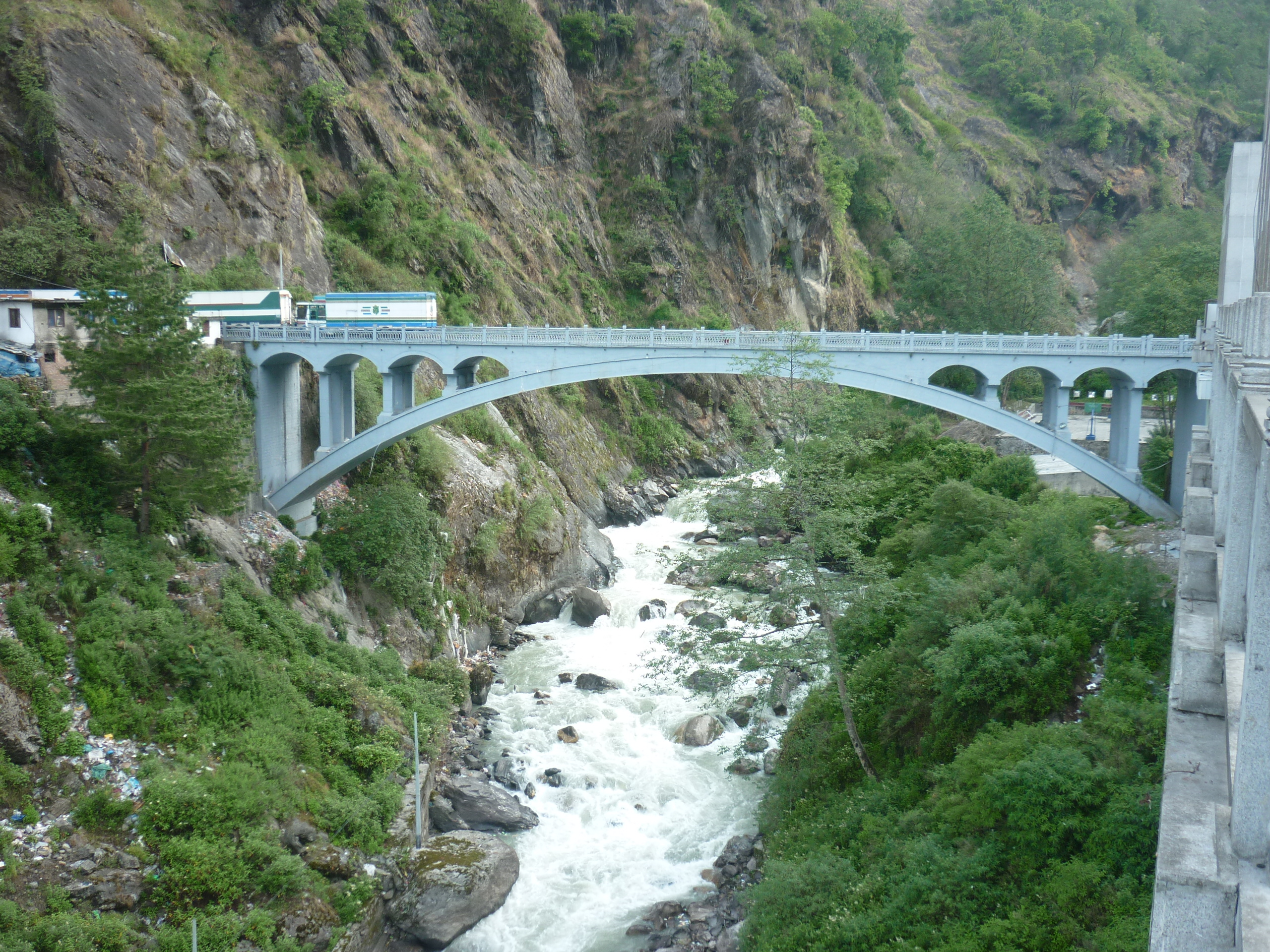
318国道终点中尼友谊桥

樟木每天有一班去往日喀则的班车，可在那里转车前往拉萨。直接通往拉萨的班车每周有1~2班。拉萨过来樟木可拼越野车，每人费用大约500元。樟木回拉萨拼车则大约200~300元。去拉萨路上时间11~13小时。有时也有夜班车。樟木街头有很多订票点，各家旅馆业可代为查询。
拉萨到聂拉木全程 318国道，约700公里。路面平整，行车顺畅。但樟木到聂拉木段约30公里基本在峡谷中，甚是险峻，易发生山体滑坡，夏季随处可见流水瀑布。

## 经济
根据中国官方的统计，1966年全镇每年的货物贸易总量为1000余美元。2004年，樟木口岸的货物贸易总量为1亿多美元，占2004年西藏进出口贸易量的50%。目前樟木镇70%以上的人口从事第二、三产业。
另外，有各种贸易公司20余家，商店约有几百家。并设有海关、工商、联检、公安等管理机构。全镇目前有中国银行、农业银行两家银行及ATM。有20余家旅馆。有中国邮政，可以寄送平邮和EMS快递，但到内地时限较长。有移动、联通、电信营业厅，信号畅通。有一家医院和数家诊所。有药店。有数家小型超市，一般的日用品可以买到。餐馆多较为简单，有川菜、藏菜、尼泊尔印度菜、山东菜等口味。有酒吧、茶座、歌厅、理发美容、按摩洗脚等休闲场所。有多家商店经销印度、尼泊尔特色商品，主要有香料、咖啡、铜器、弯刀、木雕、佛像、中药材等。

## 旅游
樟木镇是一个依坡而建的小镇，街道转弯较多，整个镇的房屋布置很随意，高低错落有致，并且有街道和石阶相连。大多数屋顶都布局小花园和铁皮屋顶，各种风马旗、运气树等布满屋顶，整个城镇的形象优美，再加上周围的青山绿水，使得整个小镇别具特色。主要景点有：
- 立新原始森林景区：距樟木镇约3公里，是中国夏尔巴人居住区之一，这里野生动植物资源丰富，有雪豹、长尾叶猴、喜马拉雅塔尔羊等珍稀保护动物和青冈木、楠木等野生珍稀树种。
- 中尼友谊桥：整桥长为65米，宽为7米多，大桥中间有一条红色的标志线就是中尼两国的国境线。